# Charleston (Virgínia Ocidental)
Charleston é a capital do estado norte-americano da Virgínia Ocidental. Localiza-se no condado de Kanawha, do qual é sede. Foi fundada em 1788 e incorporada em 1794.
As suas primeiras e principais indústrias foram o sal e o gás natural. Mais tarde, foi o carvão que touxe prosperidade económica para a cidade.

## Geografia
De acordo com o Departamento do Censo dos Estados Unidos, a cidade tem uma área de 84,5 km², dos quais 81,6 km² estão cobertos por terra e 2,9 km² (3,5%) por água.

## Demografia
Desde 1900, o crescimento populacional médio, a cada dez anos, é de 18,0%.

### Censo 2020
De acordo com o censo nacional de 2020, a sua população é de 48 864 habitantes e sua densidade populacional é de 598,9 hab/km². Houve um decréscimo populacional na última década de -4,9%, acima do decréscimo estadual de -3,2%. Continua a ser a cidade mais populosa do estado, embora venha perdendo população nos últimos 40 anos.
Possui 25 766 residências que resulta em uma densidade de 315,8 residências/km² e uma redução de -1,7% em relação ao censo anterior. Deste total, 14,3% das unidades habitacionais estão desocupadas. A média de ocupação é de 2,2 pessoas por residência.

### Censo 2010
Segundo o censo nacional de 2010, a sua população era de 51 400 habitantes e sua densidade populacional de 608 hab/km². Possuía 26 205 residências que resultava em uma densidade de 321 residências/km².

## Marcos históricos
O Registro Nacional de Lugares Históricos lista 54 marcos históricos em Charleston. O primeiro marco foi designado em 12 de agosto de 1970 e o mais recente em 30 de novembro de 2020. O Complexo do Capitólio da Virgínia Ocidental é um dos marcos da cidade.